# Diario íntimo (Unamuno)
Diario íntimo es uno de los libros más personales de Miguel de Unamuno (1864-1936), aparecido en 1970. Formado por cinco cuadernos de diferentes tamaños y número de páginas, en ellos el escritor anotó de manera desinhibida y espontánea sus vivencias, sentimientos, dudas o temores en mitad de un mundo que se descomponía. Fechados a finales del siglo XIX, sus años de composición pueden ir desde 1896 a 1902.

## Historia

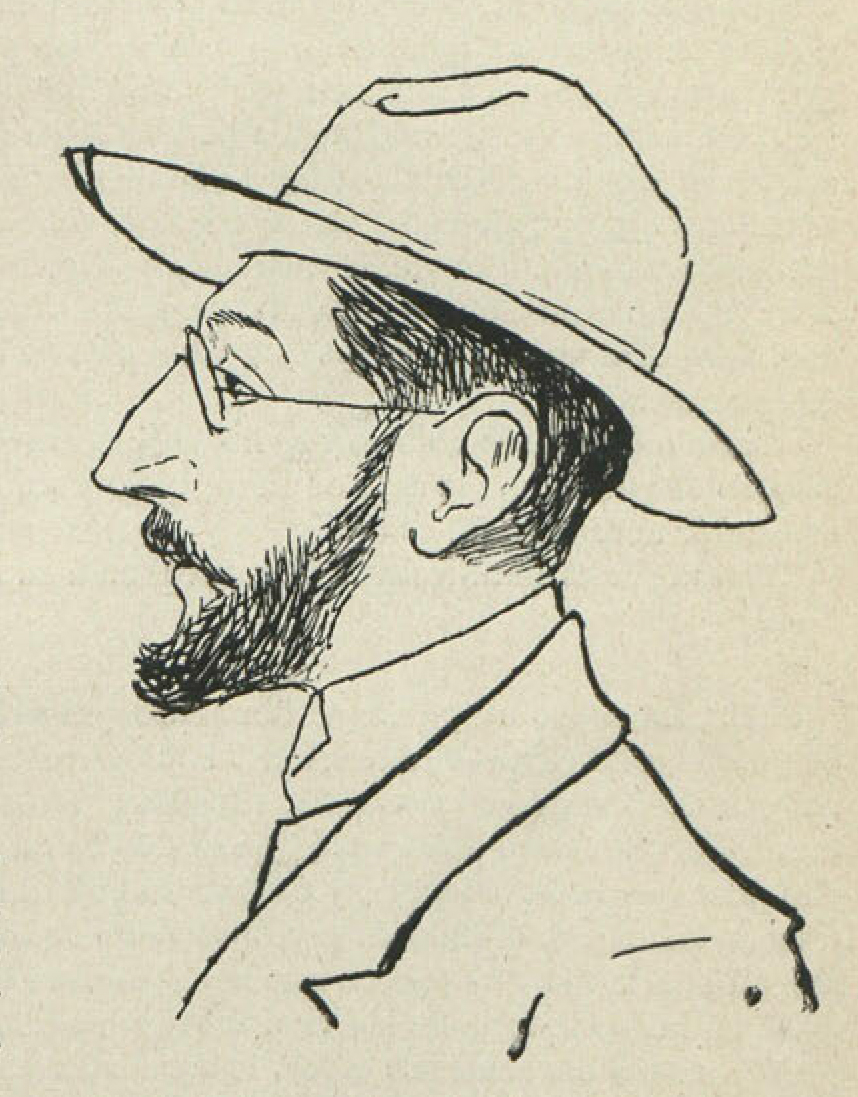
Autorretrato de Unamuno, en «Auto-retrato» (Revista Ibérica, 30 de septiembre de 1902).

Escritos en la última década del siglo XIX (el último cuadernillo tiene fecha de 1902), se centran en la obsesión religiosa que ocupaba buena parte del pensamiento unamuniano. El profesor bilbaíno aparece aquí como un ortodoxo que se reafirma una y otra vez en la fe, un pensamiento que aparece sin fisuras y en el que la aparición de la duda existencial no parece tener cabida. Es la fe de sus mayores (como decía Machado) la que modela de una forma radical y vehemente su pensamiento.

## Citas del diario
Entre los intelectuales y pensadores que se citan en el Diario íntimo de Unamuno pueden citarse a los siguientes: Amiel, Ernest Renan; 
Entre los familiares de Unamuno aparecen su cuñado, el médico de Munitibar, Avelino de Lizárraga y Ecenarro; la esposa del médico, Ceferina de Achaerandio, que dio a luz a su hijo Fernando el 2 de agosto de 1896. Aparece también su amigo Leopoldo G. Abascal.

## Textos del diario
Un ejemplo es el siguiente:

Entre los dones que debemos a la Bondad de Dios es uno de los mayores la música. No hay música mala. Hay obras literarias malsanas, impías, desoladoras; hay cuadros que excitan a la concupiscencia. La música es según se la recibe: en un alma pura toda la música produce sentimientos de pureza.

La música ahonda nuestros sentimientos, los nuestros, hace que seamos más nosotros mismos. Una misma tocata sume al voluptuoso en el fango de su voluptuosidad, mientras al puro le hace recrearse en su pureza.
Es la música como un sacramento natura, una revelación natural del canto con que la naturaleza narra la gloria de Dios.
En el templo la música guía y empuja las meditaciones de los  fieles y les da unidad, haciendo que comulguen en meditación.
No hay música más grande ni más sublime que el silencio, pero somos muy débiles para entenderla y sentirla. Los que no podemos sumirnos en el silencio y recibir su gracia, tenemos a la música, que es como la palabra del silencio, porque la música revela la grandeza del silencio y no nos da la charla vana.

¿Por qué he sido siempre tan frío para la música, y tan charlatán, viniera o no al caso?

.